# Borda
|  | Per a altres significats, vegeu «Jordi Borda i Marsiñach». |

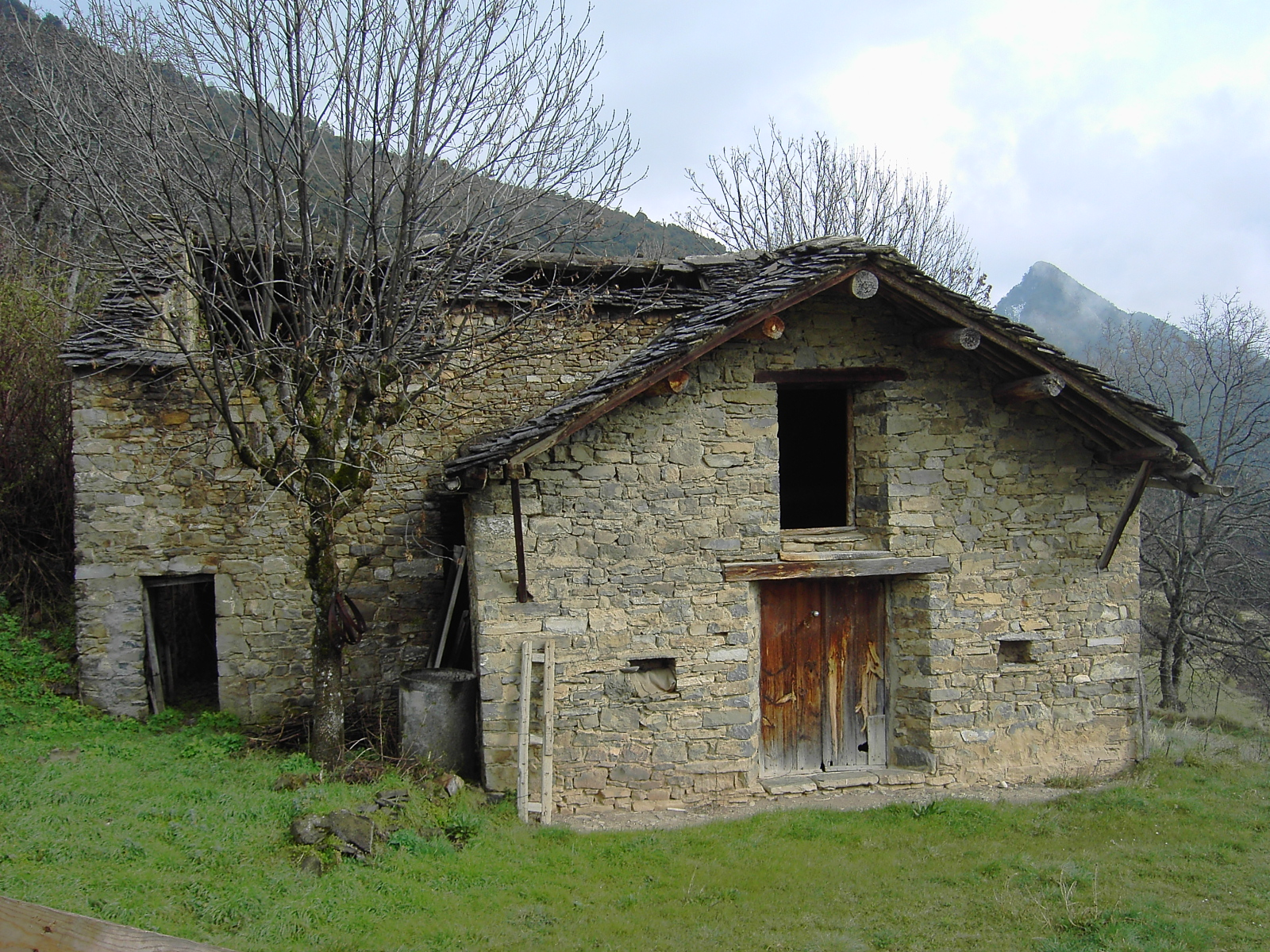
Borda a Vió, vall de Vió, Pirineus

Una borda és una construcció rural de pedra i fusta, habitualment edificada a una certa altura per aprofitar les pastures, i que es fa servir de paller, o d'estable per a guardar el bestiar i/o per a emmagatzemar eines de conreu.

## Variants

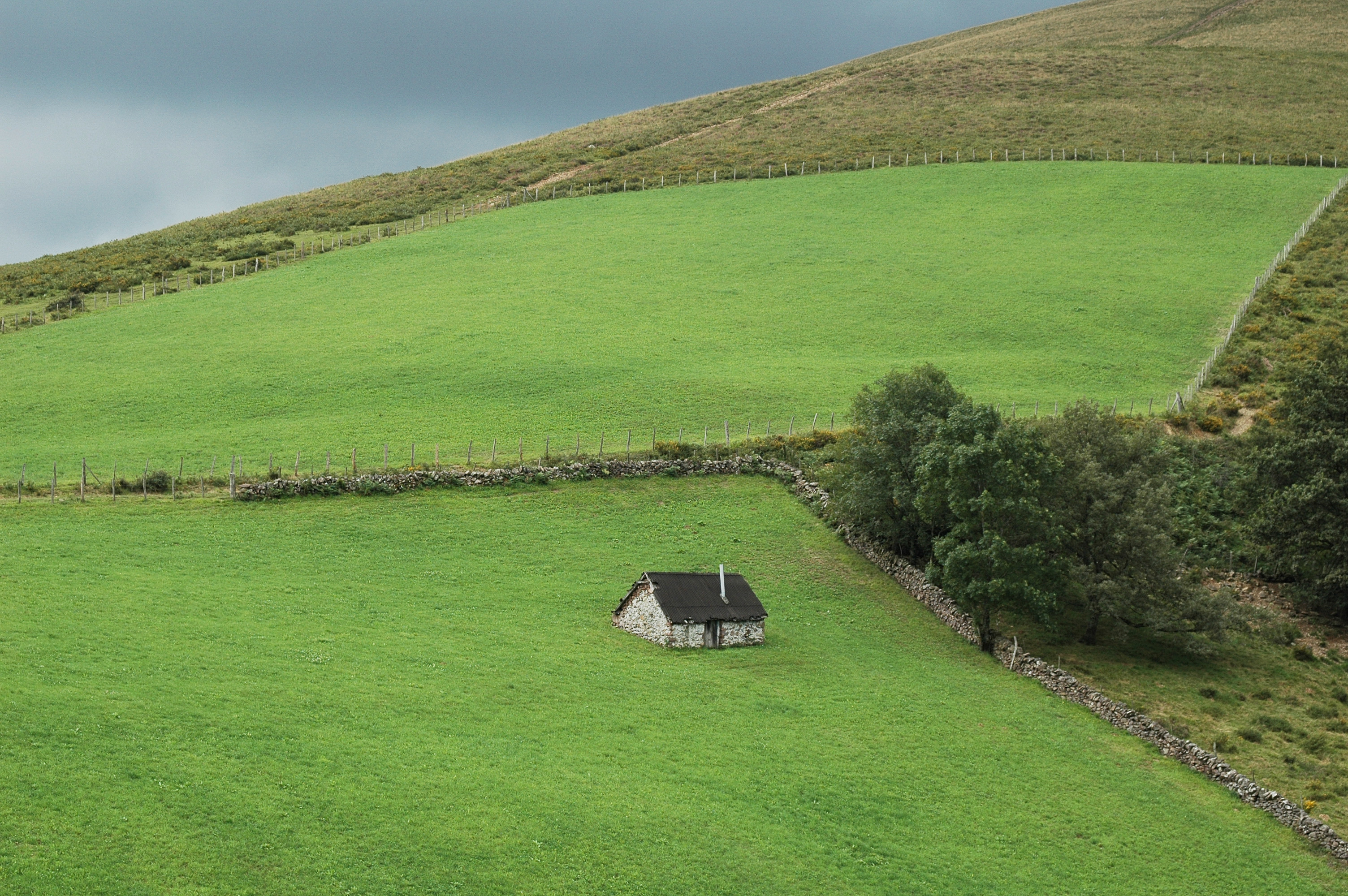
Borda a Mendive, Pirineus

Normalment, la planta baixa de la borda serveix per a allotjar-hi el bestiar i la part alta per a emmagatzemar-hi el farratge sec recollit a l'estiu i els estris agrícoles.
Als Pirineus i zones circumdants, especialment al Pallars i a Andorra, una borda és una casa de ramaders, en contrast amb una masia o casa de pagesos que es dediquen al conreu de la terra. Es tracta d'una edificació rústica aïllada, normalment de dues plantes, sostre de pissarra i murs de pedra. També es troben bordes a les zones pirinenques d'Aragó i del País Basc.
Moltes bordes han estat abandonades a conseqüència de la decadència de les pràctiques agrícoles tradicionals i dels canvis en la forma de vida en les zones rurals durant la segona meitat del segle xx.

## Ús del terme

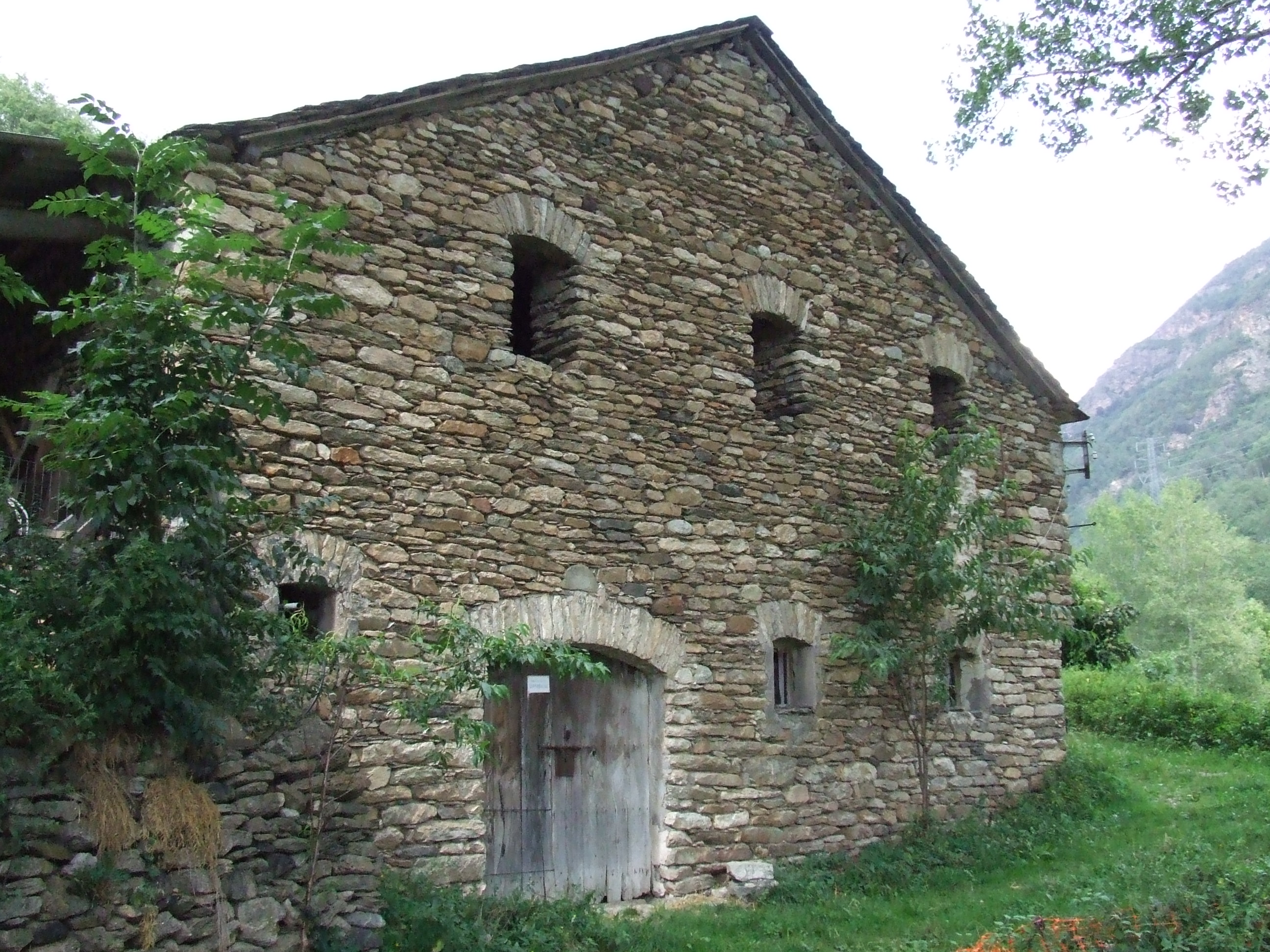
La borda del Teixidor, a la Torre de Cabdella, Pallars Jussà

La paraula "borda" també s'utilitza com a terme geogràfic, car era costum que la presència d'una borda, normalment habitada, donés nom a una zona muntanyenca, com una coma, obaga, vall o tàlveg. Per exemple, la Borda (Solsona).
Un "border" era un pagès de remença adscrit a una borda, o el possessor o arrendador d'una borda. De fet, cal tenir present que, a l'edat mitjana, una borda era un mas o explotació rural marginal; moltes vegades, la borda era considerada com a mig mas. Els documents de la baixa edat mitjana de moltes comarques de la Catalunya Vella fan esment de l'existència de bordes, alhora que es parla dels masos i de les masoveries.

## Transformacions
Actualment, i especialment durant el "boom" immobiliari del 1990-2007, algunes bordes han estat reconstruïdes i transformades en segones residències, en petits hotels o en restaurants.
Moltes bordes, però, s'han deixat caure en ruïna durant les darreres dècades, principalment a causa de trobar-se sovint en llocs inaccessibles per carretera.

## Enllaços externs

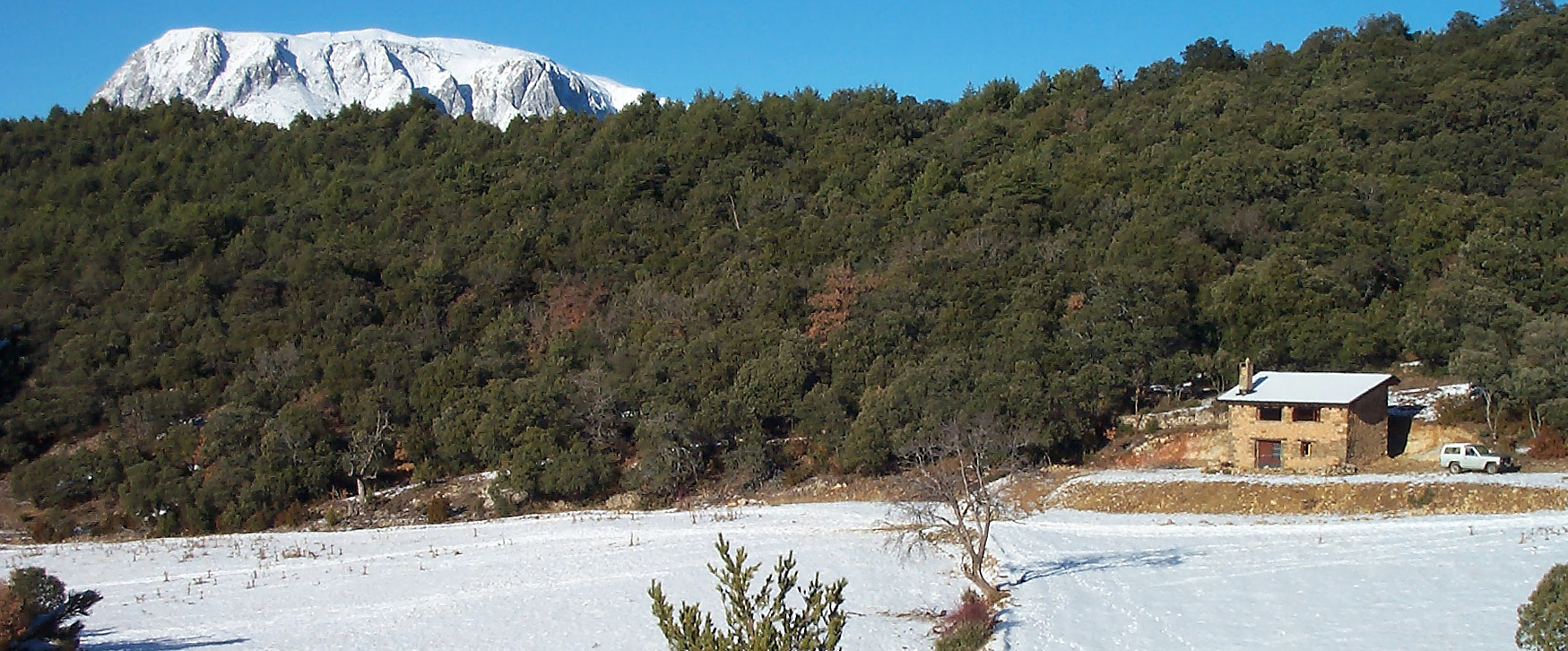
Carrascal i borda de Rin de la Carrasca, Ribagorça